# Samuel ha Levi
Samuel ha Levi a fost un important personaj de la curtea lui Pedro I de Castilia. A realizat servicii diplomatice și de trezorier regal. Datorită înaltei lui poziții sociale a putut sa construiască Sinagoga de Transito cunoscută în vremea lui cu numele de Sinagoga lui Samuel ha Levi, când a fost construită, asfel de construcții erau interzise. Moare în 1361 după ce a pierdut protecția lui Pedro I.